# Saman-dong
Saman-dong (koreanska: 삼안동) är en stadsdel i staden Gimhae i provinsen Södra Gyeongsang i den sydöstra delen av Sydkorea, 310 km sydost om huvudstaden Seoul.